# High Voltage (internationell)
High Voltage är det tredje musikalbumet av gruppen AC/DC, utgivet 14 maj 1976.
Detta album, som släpptes i USA och Europa, är en blandning av bandets debutalbum High Voltage och efterföljaren T.N.T.. Bägge dessa album släpptes enbart i Australien.  

## Låtlista
Alla låtar är skrivna av Angus Young, Malcolm Young och Bon Scott, om inget annat anges.
1. "It's a Long Way to the Top (If You Wanna Rock 'n' Roll)" - 5:16  (Är förkortad till 5:01 på en del utgåvor)
2. "Rock 'n' Roll Singer" - 5:04
3. "The Jack" - 5:52
4. "Live Wire" - 5:50
5. "T.N.T." - 3:34
6. "Can I Sit Next to You Girl" (Angus Young/Malcolm Young) - 4:12
7. "Little Lover" - 5:37
8. "She's Got Balls" - 4:51
9. "High Voltage" - 4:03

## Medverkande
- Bon Scott - Sång, Säckpipa
- Angus Young - Sologitarr,
- Malcolm Young - Kompgitarr, Bakgrundssång
- Mark Evans - Elbas, Bakgrundssång
- Phil Rudd - Trummor, Bakgrundssång
- Tony Currenti - Trummor på spår 9
- Harry Vanda - musikproducent
- George Young - musikproducent